# Теорија једног метка
Теорија једног метка, позната и као теорија магичног метка је теорија коју је начинила Воренова комисија како би објаснила како су три хица која је испалио Ли Харви Освалд довела до атентата на председника Сједињених Држава, Џона Кенедија. 
Теорија, која се приписује члану Воренове комисије, Арлену Спектеру (сада амерички сенатор), тврди да је само један метак, означен као Доказ Воренове комисије 399 (Commission Exhibit 399) или CE399)), узроковао све нефаталне ране код председника Кенедија и гувернера Тексаса, Џона Коналија. Рану на глави која је усмртила председника је изазвао други метак.
Према теорији једног метка, тридесет милиметара дуго оловно зрно калибра 6,5 са пуном бакарном кошуљицом, испаљено са прозора шестог спрата магацина, прошло је кроз Кенедијев врат, Коналијеве груди и ручни зглоб и забило се у Коналијеву бутину. При томе је прошло кроз 15 слојева тканине, 7 слојева коже, приближно 38 сантиметара ткива, ударило у чвор од кравате, одстранило десет сантиметара ребра и разбило кост подлактице. Зрно које је наводно начинило сву ову штету је пронађено на носилима у ходнику болнице у Даласу. Воренова комисија је закључила да су то била носила на којима је довезен гувернер Конали. Месингана кошуљица је упркос свему остала потпуно нетакнута. Док је врх изгледао потпуно нормално, задњи крај зрна је био бочно сабијен са једне стране.
У свом закључку, Воренова комисија је нашла уверљиве доказе стручњака да је један метак узроковао рану на врату председника Кенедија и све ране гувернера Коналија. Речено је да је постојала разлика у мишљењу међу члановима Комисије о вероватноћи овога, али је истакнуто да та теорија није кључна за закључке Комисије и да се сви чланови комисије без двоумљења слажу да су сви хици испаљени са истог прозора са шестог спрата.